# Садовый (Воловский район)
Садовый — посёлок в Воловском районе Тульской области России.
В рамках административно-территориального устройства является центром Садового сельского округа Воловского района, в рамках организации местного самоуправления входит в Двориковское сельское поселение.

## География
Расположен у южной границы районного центра, посёлка городского типа Волово, в 77 км к юго-востоку от областного центра, г. Тулы. 

## Население
| 2002 | 2010 |
| ---- | ---- |
| 717  | ↘678 |